# Виейра, Армениу
Армениу Адроалду Виейра-э-Силва (порт. Arménio Adroaldo Vieira e Silva; род. 29 января 1941, Прая) — поэт и журналист из Кабо-Верде, пишет на португальском языке.

## Биография
Работал метеорологом, с 1964 г. проходил военную службу в Португалии. По возвращении в Кабо-Верде активно публикуется в национальной и португальской прессе как журналист; был редактором газеты Voz di Povo. В начале 1960-х дебютировал как поэт, в том числе в эфемерном (всего два выпуска), но важном для нового поэтического поколения журнале «Seló» (1962). Преподаёт журналистику и португальскую литературу.

## Книги
- 1981: Poemas — África Editora — Colecção Cântico Geral — Lisboa (переизд. 1998)
- 1990: O Eleito do Sol — Edição Sonacor EP — Grafedito — Praia
- 1999: No Inferno — Centro Cultural Português — Praia e Mindelo
- 2006: MITOgrafias — Ilhéu Editora — Mindelo
- 2009: O Poema, a Viagem, o Sonho — Editorial Caminho — Lisboa

## Награды
- Премия Камоэнса (2009)[2]